# Championnat de Pologne de football 1950
Navigation
Édition précédente Édition suivante
La saison 1950 du championnat de Pologne est la vingt-deuxième saison de l'histoire de la compétition. Cette édition a été remportée par le Wisła Cracovie pour la deuxième fois consécutive, devant le Ruch Chorzów.

## Les clubs participants
| Club               | Ville    |
| ------------------ | -------- |
| AKS Chorzów        | Chorzów  |
| Garbarnia Cracovie | Cracovie |
| Górnik Radlin      | Radlin   |
| Kolejarz Poznań    | Poznań   |
| KS Cracovia        | Cracovie |
| Legia Varsovie     | Varsovie |
| LKS Łódź           | Lódź     |
| Polonia Varsovie   | Varsovie |
| Ruch Chorzów       | Chorzów  |
| Szombierki Bytom   | Bytom    |
| Warta Poznań       | Poznań   |
| Wisła Cracovie     | Cracovie |

## Compétition

### Classement
| Rang | Équipe                 | Pts | J  | G  | N | P  | Bp | Bc | Diff |
| ---- | ---------------------- | --- | -- | -- | - | -- | -- | -- | ---- |
| 1    | Wisła Cracovie         | 33  | 22 | 16 | 1 | 5  | 51 | 17 | +34  |
| 2    | Ruch Chorzów           | 32  | 22 | 14 | 4 | 4  | 50 | 24 | +26  |
| 3    | Kolejarz Poznań        | 26  | 22 | 11 | 4 | 7  | 52 | 37 | +15  |
| 4    | KS Cracovia            | 23  | 22 | 9  | 5 | 8  | 32 | 29 | +3   |
| 5    | Górnik Radlin (P)      | 23  | 22 | 10 | 3 | 9  | 33 | 31 | +2   |
| 6    | Garbarnia Cracovie (P) | 23  | 22 | 9  | 5 | 8  | 38 | 39 | -1   |
| 7    | Polonia Varsovie       | 21  | 22 | 8  | 5 | 9  | 40 | 46 | -6   |
| 8    | AKS Chorzów            | 19  | 22 | 6  | 7 | 9  | 32 | 29 | +3   |
| 9    | ŁKS Łódź               | 19  | 22 | 8  | 3 | 11 | 36 | 46 | -10  |
| 10   | Legia Varsovie         | 18  | 22 | 7  | 4 | 11 | 38 | 40 | -2   |
| 11   | Szombierki Bytom       | 18  | 22 | 7  | 4 | 11 | 33 | 64 | -31  |
| 12   | Warta Poznań           | 9   | 22 | 2  | 5 | 15 | 18 | 51 | -33  |

| Légende | Légende               |
| ------- | --------------------- |
|         | Champion de Pologne   |
|         | Relégation en II Liga |
|         | (P) : Promu           |

## Meilleurs buteurs
| # | Joueur          | Équipe          | Buts |
| - | --------------- | --------------- | ---- |
| 1 | Teodor Anioła   | Kolejarz Poznań | 20   |
| 2 | Stanisław Baran | ŁKS Łódź        | 19   |
| 3 | Gerard Cieślik  | Ruch Chorzów    | 18   |